# Tiago Tomás
Tiago Barreiros de Melo Tomás (Cascais, 16 de junho de 2002) é um futebolista português que atua como centroavante. Atualmente joga no Stuttgart.

## Carreira

### Sporting
Natural de Cascais, Portugal, Tomás passou nos escalões de infantis do Sporting depois de passagens pelo Carcavelos, Colégio Marista e no Estoril Praia. Em 25 de junho de 2020, ele assinou um contrato profissional até 2025 com o Sporting, com uma cláusula de compra de 60 milhões de euros.
Tomás fez sua estreia profissional em 1 de julho de 2020, quase um mês após seu 18º aniversário, como substituto de Matheus Nunes aos 81 minutos na vitória por 2 a 1 contra o Gil Vicente em casa, pela Primeira Liga de 2019–20.
Ele marcou seu primeiro gol em 24 de setembro de 2020, o único de uma vitória em casa sobre o Aberdeen na terceira pré-eliminatória da Liga Europa da UEFA de 2020–21, com o dado curioso de se ter tornado no segundo jogador mais jovem da história do Sporting a marcar em competições da UEFA.

## Seleção Portuguesa
Com 18 anos, Tomás foi escolhido pelo treinador da Seleção Portuguesa Sub-21, Rui Jorge, para a sua convocatória para o Campeonato Europeu Sub-21 de 2021. Ele participou sua primeira primeira partida pelo sub-21 na fase de grupos, começando em uma vitória por 1-0 contra a Croácia, em Koper.

## Títulos
Sporting
- Primeira Liga: 2020–21
- Taça da Liga: 2020–21[10]